# Rejon perewalski
Rejon perewalski – jednostka administracyjna w składzie obwodu ługańskiego Ukrainy.
Powstał w 1965. Ma powierzchnię 807 km² i liczy około 73 tysięcy mieszkańców. Siedzibą władz rejonu jest Perewalsk.
W skład rejonu wchodzą 3 miejskie rady, 9 osiedlowych rad oraz 4 silskie rady, obejmujące w sumie 26 wsi.